# Il colpo del cane
Il colpo del cane è un film del 2019 diretto da Fulvio Risuleo.

## Trama
Al loro primo giorno di lavoro come dogsitter, Rana e Marti subiscono il furto del bulldog francese che è stato affidato alle loro cure da una ricca signora. Senza molte altre alternative, decidono di mettersi sulle tracce del ladro, tale dottor Mopsi.

## Distribuzione
Il film è uscito nelle sale italiane il 19 settembre 2019. Attualmente su Now tv in tv trasmesso su sky cinema comedy go on demand disponibile 29 luglio  2024  